# اس‌اس سالتفلت
اس‌اس سالتفلت (به انگلیسی: SS Saltfleet) یک کشتی بود که طول آن ۲۰۵ فوت ۰ اینچ (۶۲٫۴۸ متر) بود. این کشتی در سال ۱۹۴۴ ساخته شد.